# Polsko na letních olympijských hrách
Polsko na letních olympijských hrách startuje od roku 1912. Toto je přehled účastí, medailového zisku a vlajkonošů na dané sportovní události.

## Účast na Letních olympijských hrách
| Dějiště LOH            | LOH      | Vlajkonoš                                                   | Celkem | Muži | Ženy | Počet sportu | Zlatá medaile | Stříbrná medaile | Bronzová medaile | Celkem |
| ---------------------- | -------- | ----------------------------------------------------------- | ------ | ---- | ---- | ------------ | ------------- | ---------------- | ---------------- | ------ |
| 1912 Stockholm         | LOH 1912 | nebyl                                                       | 1      | 1    | 0    | 1            |               |                  |                  |        |
| 1924 Paříž             | LOH 1924 | Sławosz Szydlowski                                          | 65     | 64   | 1    | 10           | 0             | 1                | 1                | 2      |
| 1928 Amsterdam         | LOH 1928 | Marian Cieniewski                                           | 93     | 82   | 11   | 11           | 1             | 1                | 3                | 5      |
| 1932 Los Angeles       | LOH 1932 | Janusz Ślązak                                               | 51     | 42   | 9    | 4            | 2             | 1                | 4                | 7      |
| 1936 Berlín            | LOH 1936 | Klemens Biniakowski                                         | 143    | 126  | 17   | 15           | 0             | 3                | 3                | 6      |
| 1948 Londýn            | LOH 1948 | Mieczysław Łomowski                                         | 37     | 30   | 7    | 5            | 0             | 0                | 1                | 1      |
| 1952 Helsinky          | LOH 1952 | Teodor Kocerka                                              | 125    | 103  | 22   | 11           | 1             | 2                | 1                | 4      |
| 1956 Melbourne         | LOH 1956 | Tadeusz Rut                                                 | 64     | 49   | 15   | 9            | 1             | 4                | 4                | 9      |
| 1960 Řím               | LOH 1960 | Teodor Kocerka                                              | 185    | 156  | 29   | 17           | 4             | 6                | 11               | 21     |
| 1964 Tokio             | LOH 1964 | Waldemar Baszanowski                                        | 140    | 115  | 25   | 12           | 7             | 6                | 10               | 23     |
| 1968 Ciudad de México  | LOH 1968 | Waldemar Baszanowski                                        | 177    | 140  | 37   | 16           | 5             | 2                | 11               | 18     |
| 1972 Mnichov           | LOH 1972 | Waldemar Baszanowski                                        | 290    | 252  | 38   | 22           | 7             | 5                | 9                | 21     |
| 1976 Montréal          | LOH 1976 | Grzegorz Śledziewski                                        | 207    | 180  | 27   | 18           | 7             | 6                | 13               | 26     |
| 1980 Moskva            | LOH 1980 | Czesław Kwieciński                                          | 306    | 232  | 74   | 21           | 3             | 14               | 15               | 32     |
| 1984 Los Angeles       | 1984     | nezúčastnili se                                             |        |      |      |              |               |                  |                  |        |
| 1988 Soul              | LOH 1988 | Bogdan Daras                                                | 143    | 111  | 32   | 19           | 2             | 5                | 9                | 16     |
| 1992 Barcelona         | LOH 1992 | Waldemar Legień                                             | 201    | 149  | 52   | 21           | 3             | 6                | 10               | 19     |
| 1996 Atlanta           | LOH 1996 | Rafał Szukała                                               | 165    | 126  | 39   | 20           | 7             | 5                | 5                | 17     |
| 2000 Sydney            | LOH 2000 | Andrzej Wroński                                             | 187    | 129  | 58   | 20           | 6             | 5                | 3                | 14     |
| 2004 Athény            | LOH 2004 | Bartosz Kizierowski                                         | 194    | 132  | 62   | 21           | 3             | 2                | 5                | 10     |
| 2008 Peking            | LOH 2008 | Marek Twardowski                                            | 257    | 156  | 101  | 23           | 4             | 5                | 2                | 11     |
| 2012 Londýn            | LOH 2012 | Agnieszka Radwańská                                         | 223    | 133  | 90   | 24           | 2             | 2                | 6                | 10     |
| 2016 Rio de Janeiro    | LOH 2016 | Karol Bielecki (zahájení) Marta Walczykiewiczová (ukončení) |        |      |      |              | 2             | 3                | 6                | 11     |
| 2020 Tokio             | LOH 2020 | Maja Włoszczowska Paweł Korzeniowski                        |        |      |      |              | 4             | 5                | 5                | 14     |
| 2024 Paříž             | LOH 2024 |                                                             |        |      |      |              |               |                  |                  | x      |
| Zdroj na Olympedia.org |          |                                                             |        |      |      |              |               |                  |                  |        |